# Openbox
Openbox ist ein Fenstermanager für das X Window System.
Das Projekt startete 2002, ursprünglich basierend auf dem Quelltext von Blackbox 0.65.0. Für Version 3 wurde Openbox komplett neu geschrieben, lehnt sich jedoch immer noch an das Aussehen von Blackbox an. Die Entwicklung wurde inzwischen allerdings eingestellt.
Openbox ist als Fenstermanager von vollständigen Desktop-Umgebungen zu unterscheiden; es bringt weder Paneele noch einen Dateimanager mit. Die Desktop-Umgebungen LXDE und LXQt verwenden Openbox als Fenstermanager. Durch Betätigung der rechten Maustaste öffnet sich ein Auswahlmenü, ähnlich dem, das die meisten Desktop-Umgebungen bei Klick auf die Taskleiste zur Verfügung stellen. Mit diesem vollständig konfigurierbaren Menü kann man Openbox beenden oder die nach Gruppen gegliederten Programme starten. Außerdem lassen sich mithilfe von sogenannten Pipe-Menüs und Shell-Skripten dynamische Menüs erstellen, die erst zur Laufzeit generiert werden.
Openbox zeichnet sich besonders durch seine geringen Anforderungen an die Hardware aus. Es eignet sich deshalb auch für den Einsatz auf leistungsschwachen Rechnern. Ungewöhnlich ist die Konfiguration des Fenstermanagers durch XML-Dateien. ICCCM und EWMH werden ebenso unterstützt, wie die Arbeit mit mehreren Monitoren gleichzeitig durch Xinerama.
Zum Konfigurieren von Openbox mittels einer grafischen Oberfläche gibt es das Hilfsprogramm ObConf (Openbox Configuration Manager) sowie dessen Qt-basierte Weiterentwicklung ObConf-Qt, die standardmäßig von LXQt verwendet wird.

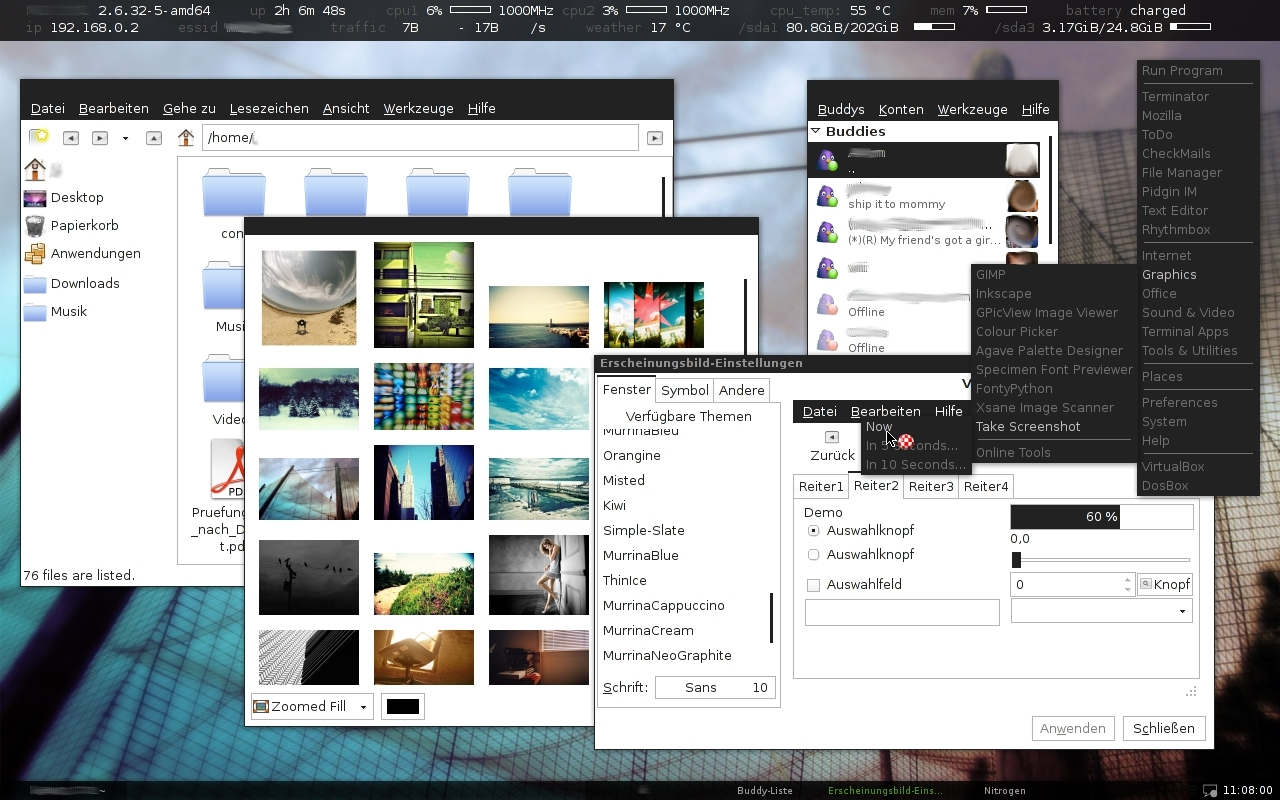
Openbox mit Conky, PCManFM, Pidgin, Nitrogen, lxconf und dem tint2-Panel.